# Butzbach
Butzbach est une ville d'Allemagne située dans l'arrondissement de Wetterau en Hesse au nord-est du Taunus vers le Wetterau.

## Géographie

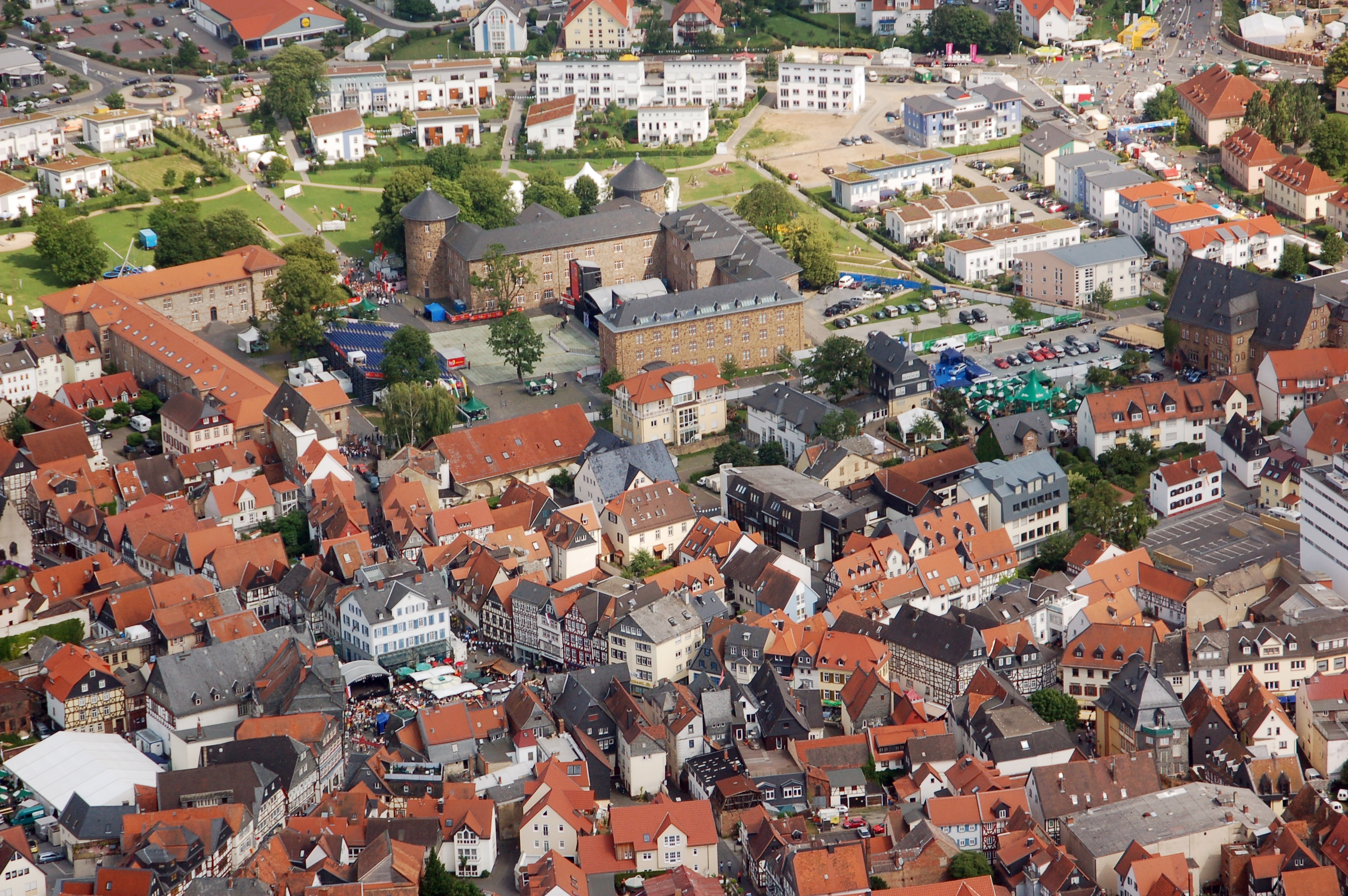
vue aérienne de 2007

### Quartiers
Les quartiers et le nombre de leurs habitants en 2008 et 2009.
| Quartier               | 2008   | 2009   |   |
| ---------------------- | ------ | ------ | - |
| Butzbach               | 12 227 | 12 309 | ↑ |
| Nieder-Weisel (1970)   | 2 512  | 2 397  | ↓ |
| Griedel (1972)         | 1 607  | 1 637  | ↑ |
| Kirch-Göns (1972)      | 1 418  | 1 436  | ↑ |
| Pohl-Göns (1970)       | 1 410  | 1 417  | ↑ |
| Hoch-Weisel (1970)     | 1 379  | 1 371  | ↓ |
| Ostheim (1970)         | 1 082  | 1 064  | ↓ |
| Fauerbach v.d.H.(1972) | 746    | 755    | ↑ |
| Ebersgöns (1977)       | 735    | 730    | ↓ |
| Münster v.d.H. (1972)  | 583    | 580    | ↓ |
| Maibach (1972)         | 438    | 441    | ↑ |
| Bodenrod (1972)        | 369    | 361    | ↓ |
| Hausen-Oes (1972)      | 351    | 345    | ↓ |
| Wiesental (1972)       | 188    | 179    | ↓ |

## Histoire
| Appartenances historiques Landgraviat de Haute-Hesse 1479–1500 Landgraviat de Hesse 1500–1567 Landgraviat de Hesse-Darmstadt 1567–1806 Grand-duché de Hesse 1806–1918 République de Weimar 1918–1933 Reich allemand 1933–1945 Allemagne occupée 1945–1949 Allemagne 1949–présent |

Victoire des Français sur les Autrichiens en 1796.

## Jumelages
- Collecchio (Italie)
- Eilenbourg (Allemagne) – depuis 1990
- Saint-Cyr-l'École (France) – depuis 2008
- Teplá (Tchéquie)

## Medias

### Butzbacher Zeitung
Le Butzbacher Zeitung est le journal quotidien local pour Butzbach et ses environs. Il est imprimé et édité à la maison d'imprimerie de Gratzfeld.

### Radio WeWeWe - Welle West Wetterau
Depuis 1999 diffuse Veranstaltungsradio une émission, la plupart du temps une fois par an pendant 9 jours accompagné de manifestations culturelles. Radio WeWeWe est organisé comme une association et se considère comme radio citoyenne.

## Personnalités de Butzbach
- Gabriel Biel (v. 1411–1495), philosophe scolastique.
- Johann Jakob Griesbach (1745-1812), né à Butzbach, exégète du Nouveau Testament, auteur de l'hypothèse qui porte son nom.
- Jean Martin François Théodore Lobstein (1780-1855), juriste et musicologue, né à Butzbach
- Friedrich Ludwig Weidig (1791-1837), théologien, précurseur de la révolution de 1848, honoré officiellement par la ville, a enseigné à Butzbach.
- Ernst Glaeser romancier allemand né le 29 juillet 1902 à Butzbach.
- Werner Heyde (Fritz Sawade) (1902–1964), psychiatre allemand.
- Ron Gardenhire, né en 1957 à Butzbach, est une personnalité du baseball aux États-Unis.